# Paris-Roubaix de 1899
A 4.ª edição da Paris-Roubaix teve lugar a 2 de abril de 1899 e foi vencida pelo francês Albert Champion. A prova contou com 268 quilómetros e o vencedor fez um tempo de 8h 22' 53" com 31,976 km/h em media. A saída contou com 32 corredores profissionais.

## Classificação final
| Posição | Ciclista          | Equipa | Tempo        |
| ------- | ----------------- | ------ | ------------ |
| 1       | Albert Champion   | -      | 8h 22' 52"   |
| 2       | Paul Bor          | -      | + 23' 21"    |
| 3       | Ambroise Garin    | -      | + 23' 25"    |
| 4       | Pierre Chevallier | -      | + 54' 10"    |
| 5       | Eugène Jay        | -      | + 1h 52' 08" |
| 6       | Marcel Kerff      | -      | + 1h 57' 38" |
| 7       | Lucien Itsweire   | -      | + 1h 58' 11" |
| 8       | Jules Dubois      | -      | + 2h 00' 54" |
| 9       | L. Delattre       | -      | + 2h 39' 08" |
| 10      | Jean Fischer      | -      | + 3h 20' 20" |